# Záhady Udolfa
Záhady Udolfa (1794, The Mysteries of Udolpho) je nejvýznamnější gotický román anglické preromantické spisovatelky Ann Radcliffové.

## Význam románu
Na tomto díle, „které ještě posílilo autorčin věhlas a nadlouho se pak stalo její nejčtenější a nejobdivovanější knihou, můžeme si nejlépe ozřejmit, jakými transformacemi posouvala Radcliffová gotickou beletrii do oblasti vzdalujících ji stále výrazněji od původního modelu tohoto literárního druhu.“ Román obsahuje působivá lyrická líčení přírody, vložené básně a pod vlivem Samuela Richardsona také emotivní vcítění do osudů čisté a citlivé hrdinky, která během příběhu prochází skličujícími zážitky. Atmosféra napětí a hrůzy je sice vytvářena typickými postupy žánru, jako jsou strašidelné podzemní kobky, tajemné úkazy, děsivé přírodní scenérie atp., ale všechny „nadpřirozené“ jevy jsou nakonec rozumově vysvětleny. Autorka tak vtiskla žánru gotického románu svůj osobitý styl a nový rozměr a zahájila tak přechod gotického románu do strašidelného vyprávění romanticky dobrodružného typu, které později přerostlo v pokleslé triviální romány. Knihu také mimo jiné používá také Jane Austenová ve svém díle Opatství Northanger jako odstrašující případ lehkovážného čtení, kterému soudobé dívky ihned bezduše uvěří a které jejich fantazii zbytečně zahlcuje nevhodnými podněty a smyšlenkami.

## Obsah románu
Román se odehrává roku 1584 v jižní Francii a v severní Itálii. Je psán velmi poetickým jazykem podporovaným i několika básnickými vsuvkami a vypráví příběh mladé dívky Emilie St. Aubert, jediné dcery venkovských vlastníků půdy pocházejících z ušlechtilého, ale chudého rodu. Emilie má velmi blízko ke svému otci, protože spolu sdílejí lásku k přírodě. Po smrti Emiliiny matky se jejich vztah ještě prohloubí. Emilie otce doprovází na jeho cestě z rodného Gaskoňska přes Pyreneje na středomořské pobřeží do Roussillonu. Seznámí se přitom s pohledným mladým mužem Valancourtem, rovněž obdivujícím přírodu. Oba se do sebe zamilují.

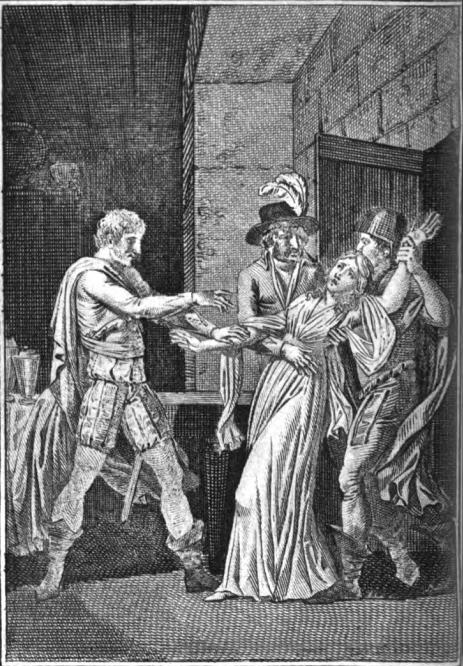
Ilustrace z francouzského vydání z roku 1798

Během cesty St. Aubert na následky dlouhodobé nemoci zemře. Podle jeho přání se Emílie přestěhuje ke své tetě madame Cheronové, bohaté, ale sobecké a ješitné vdově. Nejraději by se Emilie zbavila, protože ji její přítomnost obtěžuje a necítí k ní žádné příbuzenské pouto.
O ruku madame Cheronové se uchází Ital Montoni, jehož si Emiliina teta s vidinou velkého zisku vezme. Ten vezme obě ženy do Benátek, kde vlastní palác, a kde je seznámí s hrabětem Moranem. Toho Emilie zaujme natolik, že si umíní získat její ruku stůj co stůj. V tom ho podporuje i Montoni, který nikterak nedbá na názor Emilie. Když ale Montoni zjistí, že Morano není tak bohatým jak si myslel, přestane jej podporovat a odjede s oběma ženami na svůj hrad Udolfo.
Tam Emilie i její teta zjistí, že Montoni je ve skutečnosti lupič a násilník a že má s nimi své vlastní plány. Emilie je na hradě nešťastná, touží se vrátit do Francie a znovu se tam setkat s Valancourtem, jejichž sňatku již dříve zabránila její teta, protože ho nepovažovala za dost výhodný. Zároveň se Emile bojí nástrah tajemného hradu, kde se děje mnoho děsivých událostí (vždy jsou rozumově vysvětleny), i jeho nevyzpytatelného a krutého hradního pána. Její obavy se potvrdí, když Montini jednoho dne zavře madame Cheronovou (teď již madame Montoniovou) do věže poté, co mu odmítne přenechat své statky ve Francii u Toulouse, které by jinak po její smrti připadli Emilii. Madame Cheron zde nakonec onemocní a zemře.
Morano se snaží Emilii z hradu unést. Tomu zabrání Montoni a dokonce jej zraní. Emilii se nakonec podaří z hradu uprchnout pomocí tajného obdivovatele pana Du Ponta. Po návratu na statky své tety se Emilie dozví, že Udolfo bylo dobyto a Montini byl uvržen do žaláře, kde za podivných okolností zemřel. Zjistí také, že Valancourt přišel o svůj majetek a že jeho čest byla zpochybněna. Vše se ale nakonec vysvětlí a Emile a Valancourt uzavřou sňatek.

## Postavy

### Emilie St. Aubert
Hlavní postava knihy. Mladá slečna, která je po smrti své matky vychovávána pouze svým otcem, jenž ji učí, jak být poctivá, dobrotivá a vnímavá ke krásám přírody. Dokonce spolu vyráží i na cestu podél pobřeží, která jejího otce rozruší natolik, že po krátkém strádání umírá. Emilie je tedy zanechána péči své tety, madame Cheronové, která si jí příliš nehledí, ale které je Emilie oddána jako vlastní matce.
Již od mládí je Emilie poněkud útlocitná a nejen že s nadšením objevuje krásy boží přírody, ale je i velmi romanticky založená a často pláče i pro úplné maličkosti. Avšak jak jí život přináší mnohá nebezpečenství a útrapy, stává se samostatnější, až vyroste v mladou a sebevědomou dámu, která je schopna se jako jejich paní starat o zděděné statky i personál. Emilie je přátelská, otevřená a milá, což z ní dělá báječnou společnici a vítaného hosta všude, kam vkročí.

### Madame Cheronová
Madame Cheronová je sestrou otce Emilie pana St. Auberta. Je závistivá a zlobná a nikomu nepřeje nic dobrého, ledaže by z toho měla nějaký prospěch. S vidinou zisku se také vdá za bohatého hraběte Montoniho, který se k ní ale nechová nijak pěkně, bije ji a často na ni křičí, až ji zavřenou ve věži vyhladoví k smrti.

### Valancourt
Milý slečny Emilie, kterého poprvé potkává na cestách se svým otcem a oběma se ihned zalíbí. Pan St. Aubert si jej váží pro jeho neohroženou cestovatelskou duši, kterou s ním sdílí, a Emilie má ráda jeho vlídnou povahu a laskavost, se kterou se jí po celou cestu věnuje. Je Emilií vzpruhou v nesnadných chvílích, kdy se opanuje myšlenkami na něj a sám se pak stává její oporou.

### Montoni
Montoni je prototyp padoucha gotického románu. Je to lupič a násilník maskující se jako italský šlechtic, aby získal ruku madame Cheronové. Poté uvězní Emilii a madame Cheronovou v hradu Udolfo ve snaze převzít kontrolu nad majetkem, který by jinak po smrti madame Cheronové připadl Emilii. Když mu madame Cheronová odmítne majetek přepsat, uvězní je ve věži hradu a zaviní její smrt. Je chladný a často krutý. Zemře za podivných okolností ve vězení poté, co je jeho hrad dobyt vojskem.

## Rozhlasové adaptace
- The Mysteries of Udolpho (1996), rozhlasová hra uvedená na BBC Radio 4, dramatizace Catherine Czerkawska, v hlavní roli Deborah Berlin.[5]
- The Mysteries of Udolpho (2016), rozhlasová hra uvedená na BBC Radio 4, dramatizace Hattie Naylor, v hlavní roli Georgia Groome.[6]

## Česká vydání
- Záhady Udolfa, Praha: Odeon 1978, přeložili Eliška a Jaroslav Hornátovi.
- Záhady Udolfa, Praha: Leda, přeložili Eliška a Jaroslav Hornátovi.
- Záhady Udolfa, Praha: Městská knihovna v Praze 2019, přeložili Eliška a Jaroslav Hornátovi, elektronická kniha.